# Economy (Indiana)
Economy es un pueblo situado en el municipio de Perry, en el condado de Wayne, Indiana, Estados Unidos. Tiene una población estimada, a mediados de 2023, de 145 habitantes.

## Geografía
La localidad está ubicada en las coordenadas 39°58′38″N 85°05′13″O / 39.97722, -85.08694 (39.977296, -85.086846). Según la Oficina del Censo, tiene una superficie de 0.23 km², correspondientes en su totalidad a tierra firme.

## Demografía
Según el censo de 2020, en ese momento había 145 personas residiendo en la localidad. La densidad de población era de 630.43 hab./km². El 95.86% de los habitantes eran blancos, el 1.38% eran de otras razas y el 2.76% eran de una mezcla de razas. Del total de la población, el 2.07% eran hispanos o latinos de cualquier raza.